# Pascal Kalemba
Pascal Lukoki Kalemba (ur. 26 lutego 1979 w Kinszasie, zm. 27 listopada 2012 w Kinszasie) – kongijski piłkarz grający na pozycji bramkarza.

## Kariera klubowa
Karierę piłkarską Kalemba rozpoczął w klubie TP Mazembe z miasta Lubumbashi. W 1999 roku zadebiutował w jego barwach w pierwszej lidze Demokratycznej Republiki Konga. W 2000 roku osiągnął pierwsze sukcesy w karierze, gdy wywalczył mistrzostwo kraju oraz zdobył Puchar Demokratycznej Republiki Konga. W 2001 roku także został mistrzem kraju.
W 2004 roku Kalemba przeszedł do AS Vita Club z Kinszasy. Grał tam przez półtora roku i następnie przeszedł do FC Saint Eloi Lupopo z Lubumbashi. W 2006 roku został zawodnikiem gabońskiego Delta Téléstar Libreville i w tamtym roku wygrał z nim Coupe du Gabon Interclubs.
W 2007 roku Kalemba wrócił do ojczyzny i został piłkarzem stołecznego DC Motema Pembe. W 2008 roku wywalczył mistrzostwo kraju, a w 2009 roku zdobył jego puchar.

## Kariera reprezentacyjna
W reprezentacji Demokratycznej Republiki Konga Kalemba zadebiutował w 2001 roku. W 2002 roku był rezerwowym w Pucharze Narodów Afryki 2002. W 2006 roku rozegrał 4 spotkania w Pucharze Narodów Afryki 2006: z Togo (2:0), z Angolą (0:0), z Kamerunem (0:2) i ćwierćfinale z Egiptem (1:4). Od 2001 do 2006 roku rozegrał w kadrze narodowej 25 meczów.